# Olomučany
Olomučany (in tedesco Olomutschan) è un comune della Repubblica Ceca facente parte del distretto di Blansko, in Moravia Meridionale.